# Murello
Murello (Murel in piemontese) è un comune italiano di 914 abitanti della provincia di Cuneo in Piemonte. Il paese è situato sulla sponda destra del torrente Varaita.

## Storia

### Simboli
Lo stemma e il gonfalone sono stati concessi con decreto del presidente della Repubblica del 24 giugno 2003.
Il gonfalone è un drappo di giallo.

## Società

### Evoluzione demografica
Abitanti censiti

### Etnie e minoranze straniere
Secondo i dati Istat al 31 dicembre 2017, i cittadini stranieri residenti a Murello sono 56, così suddivisi per nazionalità, elencando per le presenze più significative:
1. India, 30

## Infrastrutture e trasporti
Fra il 1886 e il 1959 la località era servita da una fermata, sita in località Tetti Spertini, a circa 2 chilometri dal paese, posta lungo la ferrovia Moretta-Cavallermaggiore.

## Amministrazione

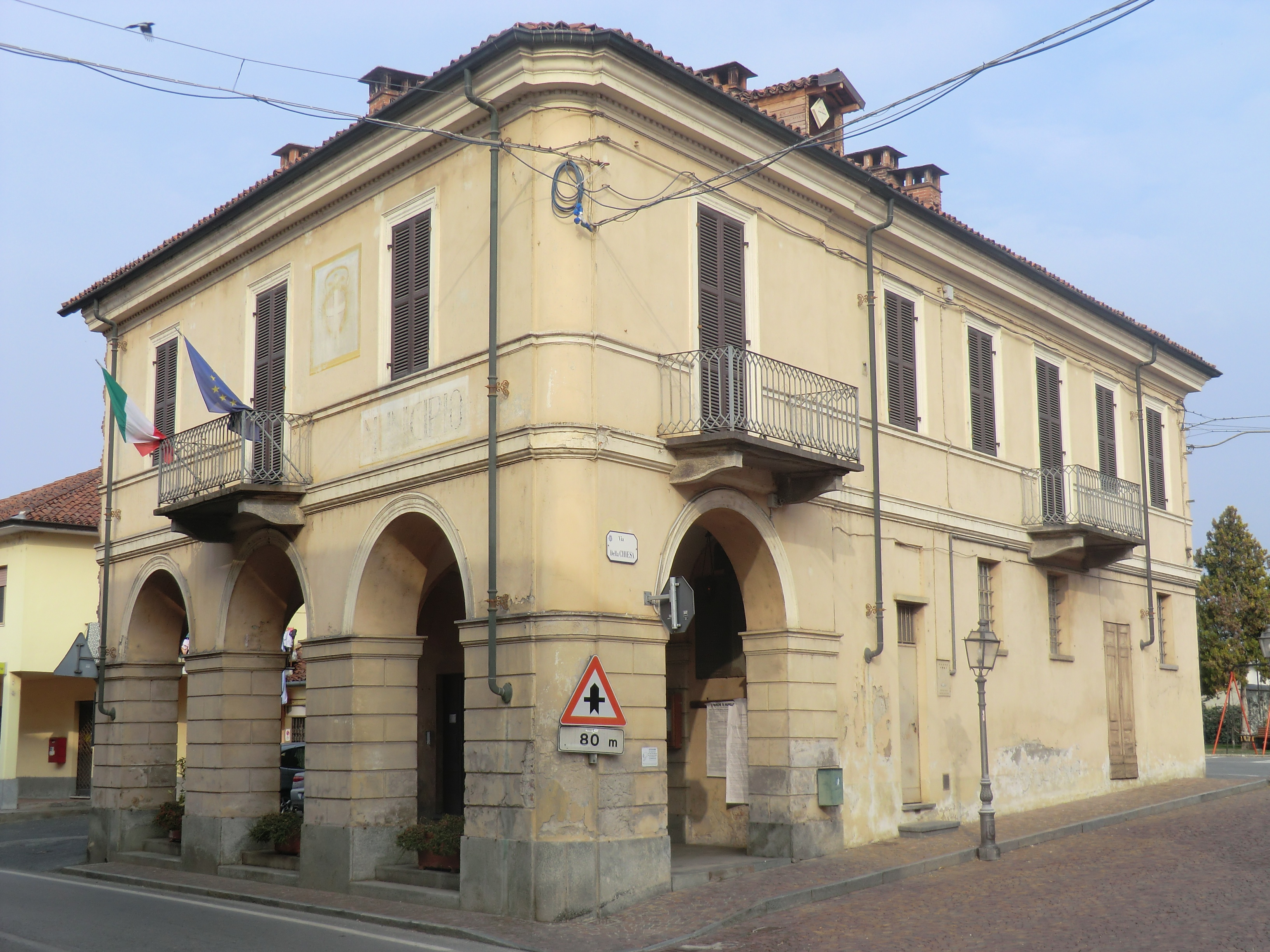
Municipio

Di seguito è presentata una tabella relativa alle amministrazioni che si sono succedute in questo comune.
| Periodo          | Periodo          | Primo cittadino   | Partito                          | Carica              | Note   |
| ---------------- | ---------------- | ----------------- | -------------------------------- | ------------------- | ------ |
| 24 maggio 1985   | 26 giugno 1990   | Paolo Bonino      | Democrazia Cristiana             | Sindaco             | [ 10 ] |
| 26 giugno 1990   | 2 giugno 1993    | Giovanni Ferrino  | Democrazia Cristiana             | Sindaco             | [ 10 ] |
| 2 giugno 1993    | 22 novembre 1993 | Mauro Lubatti     |                                  | Comm. straordinario | [ 10 ] |
| 22 novembre 1993 | 17 novembre 1997 | Paolo Bonino      | lista civica                     | Sindaco             | [ 10 ] |
| 17 novembre 1997 | 28 maggio 2002   | Francesco Godano  | -                                | Sindaco             | [ 10 ] |
| 28 maggio 2002   | 29 maggio 2007   | Francesco Godano  | lista civica                     | Sindaco             | [ 10 ] |
| 29 maggio 2007   | 7 maggio 2012    | Giovanni Miniotti | lista civica                     | Sindaco             | [ 10 ] |
| 7 maggio 2012    | 26 agosto 2012   | Giovanni Miniotti | lista civica Insieme per Murello | Sindaco             | [ 10 ] |
| 27 maggio 2013   | 10 giugno 2018   | Fabrizio Milla    | lista civica Insieme si può fare | Sindaco             | [ 10 ] |
| 11 giugno 2018   | in carica        | Fabrizio Milla    | lista civica Insieme si può fare | Sindaco             | [ 10 ] |